# S-expression
Con il termine S-expression o sexp (dove S sta per simbolico) ci si riferisce, in informatica ad una convenzione per la rappresentazione di dati semi-strutturati in forma testuale. Le S-expression sono principalmente conosciute per il loro impiego nella famiglia di linguaggi di programmazione lisp (Common Lisp, Scheme, ecc). Altri usi di S-expression si trovano nei linguaggi derivati dal Lisp come il DSSSL e come mark-up in protocolli di comunicazione come l'IMAP ed il CBCL, sviluppato da John McCarthy.  
I dettagli della sintassi e dei dati supportati variano nei differenti linguaggi, ma la caratteristica comune a tutti sta nell'uso delle S-expression come notazione prefissa (prefix notation) racchiusa tra parentesi (conosciuta anche come Cambridge Polish notation). 
Le S-expression sono utilizzate sia per il codice che per i dati.  Inizialmente venivano impiegate solo come rappresentazione interna alla macchina delle M-expression, più leggibili da parte dell'uomo. Tuttavia i programmatori Lisp iniziarono presto ad utilizzare le S-expression come notazione di default.
Le S-expression possono sia essere singoli oggetti come numeri, atomi LISP inclusi gli atomi speciali nil e t, o coppie cons, scritte come (x . y). Liste più lunghe vengono create nidificando coppie cons, per esempio
(1 . (2 . (3 . nil))) che può venire anche scritto in maniera più intelligibile come (list 1 2 3).
Il codice di un programma può essere scritto sotto forma di S-expression, utilizzando la notazione prefissa. La stesura di programmi Lisp viene resa più semplice da una serie di facilitazioni della sintassi, che permettono di scrivere S-expression di uso comune con una sintassi equivalente ma abbreviata. Per esempio, l'espressione di uso comune (quote x) può essere abbreviata in 'x.
Esempio in Common Lisp:
```
(defun fattoriale (x)
   (if (zerop x) 1
       (* x (fattoriale (- x 1)))))
```

Esempio in Scheme:
```
(define (fattoriale x)
    (if (zero? x) 1
        (* x (fattoriale (- x 1)))))
```